# PARADISE/Endless Fighters
「PARADISE/Endless Fighters」（パラダイス/エンドレスファイターズ）は、日本の音楽グループAAAの26枚目のシングル。2010年11月17日にavex traxから発売された。

## 概要
- 前作「負けない心」から約3か月ぶりの発売となる。
- 小室哲哉楽曲プロデュース第三弾である。クレジットは Produced by masato matsuura & Tetsuya_Komuro である。
- ジャケットCのみ、globeの代表曲「DEPARTURES」のカバーが収録されている[1]。
- 「PARADISE」のサビ部のアレンジには、TRFの大ヒット曲『CRAZY GONNA CRAZY』によく似たシンセブラスのフレーズが使われている。両曲の作曲者である小室哲哉はそのことについて「オマージュ的なことかな、と(アレンジャーにである齋藤真也に)おまかせしています」と発言した（Twitterにて）。
- ポケモンスマッシュ!盤のジャケットには、ミジュマルとゾロアーク部長の写真が採用されている。また、この盤のみPARADISEとEndless Fightersの収録順番が入れ替わっている。
- これまでのAAAのシングルでA面扱いになっている曲は全てミュージックビデオが製作されていたが、今作のA面扱いになっている「Endless Fighters」はミュージックビデオが製作されていない。また、今後のシングルで両A面扱いになっている曲も全てミュージックビデオが製作されていない。[2]
- 2010年11月19日、音楽番組「ミュージックステーション」に「逢いたい理由」以来、6か月ぶり3回目の登場。「PARADISE」を披露[3]。

## 収録内容

### ジャケットA
CD
1. PARADISE [4:59] - 作詞：kenko-p・Mitsuhiro Hidaka（ラップ詞）、作曲：Tetsuya Komuro、編曲：Shinya Saito）
2. Endless Fighters [4:21] - 作詞：Kenn Kato・Mitsuhiro Hidaka（ラップ詞）、作曲：Tetsuya Komuro、編曲：tasuku）
3. PARADISE（Instrumental）[4:59]
4. Endless Fighters（Instrumental）[4:19]

DVD
1. PARADISE（Video Clip）
2. WOW WAR TONIGHT〜時には起こせよムーヴメント〜（2010年9月12日 横浜アリーナライヴ映像）

### ジャケットB
CD
1. PARADISE 
2. Endless Fighters 
3. PARADISE（Instrumental）
4. Endless Fighters（Instrumental）

DVD
1. 負けない心（メイキング）
2. Rising Sun〜Brand New World〜ONE（2010年9月12日 横浜アリーナライヴ映像）

### ジャケットC
CD
1. PARADISE (4:59)
2. Endless Fighters (4:20)
3. DEPARTURES (5:30) - 作詞・作曲：Tetsuya Komuro、編曲：ats-
4. PARADISE（Instrumental）(4:59)
5. Endless Fighters（Instrumental）(4:19)

### ジャケットD(ポケモンスマッシュ!盤)
1. Endless Fighters (4:20)
2. PARADISE (5:00)
3. Endless Fighters（Instrumental）(4:20)
4. PARADISE（Instrumental）(4:59)

### mu-moショップ限定盤
A ver.（AAA〔ver.A〕）
1. PARADISE
2. Endless Fighters
3. Think about AAA 5th Anniversary〜season 4〜

B ver.（男メンバー〔ver.B〕）
1. PARADISE
2. Endless Fighters
3. Think about AAA 5th Anniversary〜season 5〜

C ver.（女メンバー〔ver.C〕）
1. PARADISE
2. Endless Fighters
3. Think about AAA 5th Anniversary〜season 6〜

## タイアップ
| 曲名             | タイアップ                                               |
| ---------------- | -------------------------------------------------------- |
| PARADISE         | イトーヨーカドー「ボディヒーター」CMソング               |
| Endless Fighters | テレビ東京系列『ポケモンスマッシュ!』エンディング･テーマ |

| バラエティ番組『ポケモンスマッシュ!』エンディングテーマ 2010年10月3日 - 2011年4月17日 |                          |                                            |
| -                                                                                     | AAA 『Endless Fighters』 | 次作: つるの剛士 『ポケモン言えるかな?BW』 |